# 유혁생
유혁생(劉革生, ? ~ 기원전 78년)은 전한 중기의 제후로, 치천의왕의 손자이다.

## 생애
태시 원년(기원전 96년), 아버지 유시창의 뒤를 이어 임중후(臨衆侯)에 봉해졌다.
원봉 3년(기원전 78년)에 죽으니 시호를 강(康)이라 하였고, 작위는 아들 유광평이 이었다.

## 출전
- 반고, 《한서》 권15상 왕자후표 上

| 선대 아버지 임중경후 유시창 | 전한의 임중후 기원전 96년 ~ 기원전 78년 | 후대 아들 임중경후 유광평 |